# Liste der Papstwappen
Die Liste der Papstwappen enthält alle bekannten Papstwappen in modernen Nachzeichnungen.

## 1100–1200

Calixt II. (1119–1124)
Innozenz III. (1198–1216)

## 1200–1300

Honorius III. (1216–1227)
Gregor IX. (1227–1241)
Coelestin IV. (1241)
Innozenz IV. (1243–1254)
Alexander IV. (1254–1261)
Urban IV. (1261–1264)
Clemens IV. (1265–1268)
Gregor X. (1271–1276)
Innozenz V. (1276)
Hadrian V. (1276)
Johannes XXI. (1276–1277)
Nikolaus III. (1277–1280)
Martin IV. (1281–1285)
Honorius IV. (1285–1287)
Nikolaus IV. (1288–1292)
Coelestin V. (1294)
Bonifatius VIII. (1294–1303)

## 1300–1400

Benedikt XI. (1303–1304)
Clemens V. (1305–1314)
Johannes XXII. (1316–1334)
Benedikt XII. (1334–1342)
Clemens VI. (1342–1352)
Innozenz VI. (1352–1362)
Urban V. (1362–1370)
Gregor XI. (1370–1378)
Urban VI. (1378–1389)
Bonifatius IX. (1389–1404)
Clemens VII. (Gegenpapst Avignon; 1378–1394)
Benedikt XIII. (Gegenpapst Avignon; 1394–1417)

## 1400–1500

Innozenz VII. (1404–1406)
Gregor XII. (1406–1415)
Alexander V. (Gegenpapst Pisa; 1409–1410)
Johannes XXIII. (Gegenpapst Pisa; 1410–1415)
Martin V. (1417–1431)
Eugen IV. (1431–1447)
Felix V. (Gegenpapst; 1439–1449)
Nikolaus V. (1447–1455)
Kalixt III. (1455–1458)
Pius II. (1458–1464)
Paul II. (1464–1471)
Sixtus IV. (1471–1484)
Innozenz VIII. (1484–1492)
Alexander VI. (1492–1503)

## 1500–1600

Pius III. (1503)
Julius II. (1503–1513)
Leo X. (1513–1521)
Hadrian VI. (1522–1523)
Clemens VII. (1523–1534)
Paul III. (1534–1549)
Julius III. (1550–1555)
Marcellus II. (1555)
Paul IV. (1555–1559)
Pius IV. (1559–1566)
Pius V. (1566–1572)
Gregor XIII. (1572–1585)
Sixtus V. (1585–1590)
Urban VII. (1590)
Gregor XIV. (1590–1591)
Innozenz IX. (1591)
Clemens VIII. (1592–1605)

## 1600–1700

Leo XI. (1605–1605)
Paul V. (1605–1621)
Gregor XV. (1621–1623)
Urban VIII. (1623–1644)
Innozenz X. (1644–1655)
Alexander VII. (1655–1667)
Clemens IX. (1667–1669)
Clemens X. (1670–1676)
Innozenz XI. (1676–1689)
Alexander VIII. (1689–1691)
Innozenz XII. (1691–1700)

## 1700–1800

Clemens XI. (1700–1721)
Innozenz XIII. (1721–1724)
Benedikt XIII. (1724–1730)
Clemens XII. (1730–1740)
Benedikt XIV. (1740–1758)
Clemens XIII. (1758–1769)
Clemens XIV. (1769–1774)
Pius VI. (1775–1799)

## 1800–1900

Pius VII. (1800–1823)
Leo XII. (1823–1829)
Pius VIII. (1829–1830)
Gregor XVI. (1831–1846)
Pius IX. (1846–1878)
Leo XIII. (1878–1903)

## 1900–2000

Pius X. (1903–1914)
Benedikt XV. (1914–1922)
Pius XI. (1922–1939)
Pius XII. (1939–1958)
Johannes XXIII. (1958–1963)
Paul VI. (1963–1978)
Johannes Paul I. (1978)
Johannes Paul II. (1978–2005)

## Seit 2000

Benedikt XVI. (2005–2013)
Franziskus (2013–2025)
Leo XIV. (2025–)